# Victor Franke
Erich Victor Carl August Franke (21. července 1866 Zlaté Hory – 7. září 1936 Hamburk) byl německý generálmajor a poslední velitel císařských ochranných vojenských jednotek v německé jihozápadní Africe.

## Životopis
Victor Franke byl synem majitele hostince Karla Frankeho. Svou vojenskou kariéru započal po skončení střední školy v roce 1887 vstupem do 6. Slezského ženijního praporu v Nyse. V květnu 1896 opustil pruskou armádu v hodnosti prvního poručíka a vstoupil do císařské armády pro německou jihozápadní Afriku. Následně působil jako voják Swakopmundu pak se stal okresním náčelníkem v Otjimbingwe, a poté Omaruru (vše dnešní Namibie). V roce 1899 převzal správu okresu Outjo, odkud zahájil rozsáhlou výzkumnou cestu na sever do neznámých oblastí Ovambolandu. V roce 1903 byl jmenován kapitánem a vrátil se zpět do Omaruru. V roce 1904 se Victor Franke zapojil do bojů mezi ochrannými jednotkami a vzpurnou oblastí Bondelswarts na jihu země. Za vojenské úspěchy získal několik vyznamenaní. Od německého císaře Viléma II. Pruského obdržel osobně v roce 1905 nejvyšší pruský řád Valor a Pour le Mérite. Pro zvládnutí těžké námahy užíval opakovaně morfium, uváděl to ve svých denících. V roce 1910 byl povýšen na majora. Na začátku první světové války byl německým okresním náčelníkem v Outjo. Provedl útok na sousední portugalskou kolonii Angolu. Po smrti velitele ochranných jednotek Jaochima von Heydebreck v listopadu 1914 byl povýšen do hodnosti podplukovníka a zároveň se stal velitelem této jednotky v německé jihozápadní Africe. V červenci 1915 byl Franke donucen se vzdát v Khorabu jednotkám Jižní Afriky. Do konce války byl internován. Po skončení války a návratu do Německa v roce 1920 odešel do důchodu. Viktor Franke se oženil s Marií Diekmannovou. Do roku 1930 se živil jako farmář nedaleko Rostocku. Trpěl chronickými tropickými chorobami. V letech 1930 až 1936 žil v Brazílii. V důsledku zhoršeného zdraví se vrátil do Německa a téhož roku zemřel v Hamburku. Jeho vdova si přála jeho urnu s popelem pohřbít v Jihozápadní Africe, což jí nebylo umožněno. Urna s popelem byla po více než 20 letech uložena na hřbitově v Hamburku.

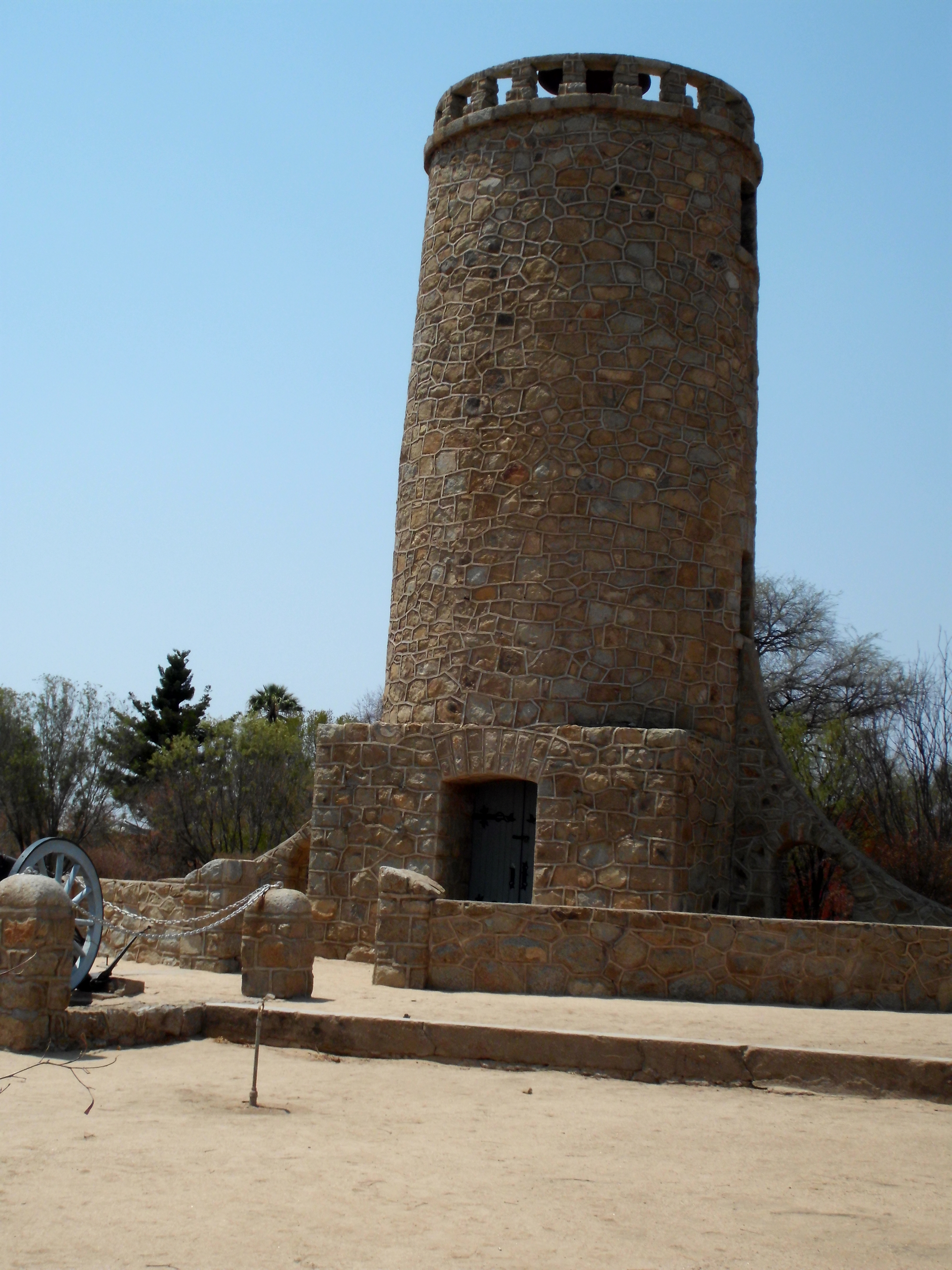
Frankeho věž v Omaruru, Namibie

## Vzpomínky na Viktora Frankeho
- V roce 1904 poctila komunita Omaruru Victora Frankeho postavením pamětní věže „Franketurm“, která zde dodnes stojí.
- Život Victora Frankeho se stal známý široké veřejnosti v roce 2003 prostřednictvím románu „Herero“ od Gerharda Seyfrieda. Autorovým hlavním zdrojem knihy byly Frankeovy rozsáhlé deníky.

## Ocenění
- Řád červené orlice – III. Třída s meči a korunou
- Řád koruny – IV. Třída s meči
- Královský hohenzollernský domácí řád – s meči
- Pruský servisní kříž
- Záchranná medaile na stuze
- Bavorský vojenský řád za zásluhy III. Třída s meči
- Rytířský kříž 1. třídy Albrechtského řádu – s meči
- Rytířský kříž řádu Württemberské koruny – s meči a lvy